# Neverland (álbum)
Neverland (estilizado em minúsculas) é o oitavo álbum de estúdio da banda de rock Fanatic Crisis, lançado em 2 de julho de 2003. Os singles do álbum são "Blue Rose", "Yumejanai Sekai." e "Moonlight". O último foi usado como música tema de encerramento do programa de televisão japonês Miyake Yūji no Doshirōto.

## Recepção
Neverland alcançou a 32ª posição nas paradas da Oricon Albums Chart, permanecendo na parada por duas semanas. Vendeu cerca de 13,451 cópias enquanto esteve na parada. Na parada de álbuns japoneses de rock e pop da Tower Records, ficou em 3° lugar. Os singles "Blue Rose", "Yumejanai Sekai." e "Moonlight" alcançaram a 28ª, 15ª e 20ª posição na Oricon, respectivamente.
A revista de música CD Journal, analisando o álbum, elogiou a estabilidade da banda, sua atenção à divulgação musical e o desejo de criar.

## Faixas
Todas as letras escritas por Tsutomu Ishizuki. 
| N.º            | Título                                      | Duração |  |
| 1.             | "everland (instrumental)"                   | 0:52    |  |
| 2.             | "Yumejanai sekai." (夢じゃない世界。)       | 4:34    |  |
| 3.             | "Rolling stoned"                            | 3:01    |  |
| 4.             | "moonlight"                                 | 4:18    |  |
| 5.             | "Shiva" (シヴァ)                            | 4:09    |  |
| 6.             | "Chikatetsu no Melody" (地下鉄のメロディー) | 3:03    |  |
| 7.             | "“NEVER LAND”"                              | 4:08    |  |
| 8.             | "MADE IN BLUE"                              | 3:54    |  |
| 9.             | "Fairy land (instrumental)"                 | 1:32    |  |
| 10.            | "Blue Rose"                                 | 4:51    |  |
| 11.            | "Sayonara Mermaid" (さよならMERMAID)        | 2:07    |  |
| 12.            | "Saisei no Asa" (再生の朝)                  | 4:06    |  |
| 13.            | "Ryūsei-Gun" (流星群)                       | 4:03    |  |
| Duração total: | Duração total:                              | 43:23   |  |

## Ficha técnica
Fanatic Crisis
- Tsutomu Ishizuki − vocais
- Kazuya − guitarra solo
- Shun − guitarra rítmica
- Ryuji − baixo
- Tohru − bateria